# 二次災害
二次災害（にじさいがい）とは、事件・事故・災害が起こった際に、派生して起こる災害のことである。

## 概当
おおよそ原因（一次災害）と結果（二次災害）に因果関係があれば二次災害に当たるため、その態様は多岐にわたる。具体例は以下になる。
- 豪雨の後の土砂崩れ
- 洪水の後の冠水による感電[1]
- 洪水の後の感染症の蔓延[1]
- 大地震の後の余震[1]
- 大地震の後の火災 - 関東大震災、通電火災など
- 火山噴火や地震の後の土石流や水害 - 宝永大噴火#二次災害など
- 捜索救難活動において、救援部隊や第三者に起きる被害 - 山岳救助活動における二次災害、全日空松山沖墜落事故#二重遭難事故など

広義には、津波も地震の二次災害である。

### 原因
二次災害の多くは、確認不足、連絡不足が原因の場合が多い。そのため、災害が起きた際に確認・連絡体制を明確に定めて防止に努めている場合が多い。しかし、不慮の場合もあり防止策は必ずしも正常に機能するとはいえない。また、防止策が二次災害を併発させることもあるので、注意をしなければならない。

### 二次災害の一例
- 三河島事故
- 品川勝島倉庫爆発火災
- 繁藤災害
- 静岡駅前ゴールデン街ガス爆発事故
- 北炭夕張新炭鉱ガス突出事故
- ダイセル化学堺工場爆発事故
- リガスーパーマーケット屋根崩落事故
- 潜水艇タイタン沈没事故